# 植村永孚
植村 永孚 （うえむら ながたか、1849年8月24日〈嘉永2年7月7日〉 - 1931年〈昭和6年〉1月27日）は、日本の海軍軍人。最終階級は海軍中将、岐阜県出身。娘婿は大審院判事宇野要三郎。

## 人物
明治20年（1887年）海軍少佐任官となり、造船会議議員、海軍省第一局第一課長、筑波副長、比叡副長、愛宕艦長、大島艦長、佐世保鎮守府参謀長等を歴任した。
明治26年（1893年）海軍少佐から海軍大佐まで二階級昇進し、以降、秋津洲、高千穂、比叡、吉野、鎮遠、初瀬の各艦長や旅順口根拠地隊参謀長などを務める。
明治34年（1901年）海軍少将となり、同日付けで横須賀海軍港務部長 兼 横須賀予備艦部長を拝命。のち旅順口海軍港務部長や馬公要港部司令官 兼 澎湖島戦時指揮官などを経て、明治38年（1905年）11月13日、海軍中将となるが、翌月に待命となり明治40年（1907年）予備役編入となった。

## 経歴
- 明治20年（1887年）
  - 10月25日 - 任 海軍少佐[3]
  - 11月4日 -   補 造船会議議員[4]
- 明治22年（1889年）
  - 3月15日 - 免本職[5]
  - 5月4日 - 補 海軍省第一局第一課長[1]兼 海軍技術会議議員[6]
- 明治21年（1890年）4月2日 - 呉江田島へ出張被仰付[7]
- 明治24年（1891年）
  - 2月18日 - 補 筑波副長[8]
  - 6月11日 - 補 比叡副長[9]
- 明治25年（1892年）6月3日 - 補 愛宕艦長[10]
- 明治26年（1893年）
  - 1月26日 - 補 大島艦長[11]
  - 5月20日 - 補 佐世保鎮守府参謀長[1][12]
  - 12月6日 - 任 海軍大佐[1][13]
- 明治27年（1894年）12月5日 - 補 旅順口根拠地隊参謀長[1]
- 明治28年（1895年）7月25日 - 補 秋津洲艦長[1]
- 明治29年（1896年）
  - 4月1日 - 補 高千穂艦長[1][14]
  - 11月17日 - 補 比叡艦長[1][15]
- 明治30年（1897年）12月1日 - 補 吉野艦長[1][16]
- 明治31年（1898年）6月13日 - 補 鎮遠艦長[1][17]
- 明治32年（1899年）3月22日 - 英国出張被仰付、英国に於いて製造の軍艦初瀬回航委員長ヲ命ズ[1][18]
- 明治33年（1900年）8月1日 - 補 初瀬艦長[1][19]
- 明治34年（1901年）7月5日 - 任 海軍少将 補 横須賀海軍港務部長 兼 横須賀予備艦部長[1][20]
- 明治35年（1902年）10月29日 - 兼補 横須賀鎮守府艦政部長[1][21]
- 明治36年（1903年）4月12日 - 免兼 横須賀鎮守府艦政部長[22]
- 明治38年（1905年）
  - 1月7日 - 補 旅順口海軍港務部長[1]
  - 6月13日 - 補 馬公要港部司令官 兼 澎湖島戦時指揮官[1]
  - 11月13日 - 任 海軍中将[1][23]
  - 12月20日 - 待命被仰付[24]
- 明治40年（1907年）2月14日 - 予備役編入[25]

## 栄典・授章・授賞
位階
- 1889年（明治22年）11月15日 - 従六位[26]
- 1894年（明治27年）2月28日 - 正六位[27]
- 1896年（明治29年）2月10日 - 従五位[28]
- 1901年（明治34年）4月20日 - 正五位[29]
- 1905年（明治38年）11月30日 - 従四位[30]
- 1907年（明治40年）3月11日 - 正四位[31]

勲章等
- 1887年（明治20年）11月25日 - 勲六等単光旭日章[32]
- 1889年（明治22年）11月29日 - 大日本帝国憲法発布記念章[33]
- 1893年（明治26年）5月26日 - 勲五等瑞宝章[34]
- 1895年（明治28年）
  - 11月12日 - 功四級金鵄勲章・双光旭日章[35]
  - 11月18日 - 明治二十七八年従軍記章[36]
- 1897年（明治30年）5月10日 - 勲四等瑞宝章[37]
- 1903年（明治36年）5月16日 - 勲三等瑞宝章[38]
- 明治39年（1906年）4月1日 - 勲二等旭日重光章
- 1915年（大正4年）11月10日 - 大礼記念章（大正）[39]